# Rzepniewo
Rzepniewo – wieś w Polsce położona w województwie podlaskim, w powiecie bielskim, w gminie Bielsk Podlaski. Wchodzi w skład sołectwa Hryniewicze Małe.
W latach 1975–1998 miejscowość administracyjnie należała do województwa białostockiego.
Wieś pochodząca z przełomu XIII - XIV w., zamieszkiwana przez drobną szlachtę zaściankową. Są wzmianki, że woje z tych okolic walczyli z Krzyżakami pod Grunwaldem.  
Za zasługi woje z Rzepniewa otrzymali ziemie w obecnych granicach kolonii Bielanowszczyzna a pierwotna nazwa tej kolonii to Rzepniewo Małe 
Większość mieszkańców tej małej wsi to Rzepniewscy herbu Białynia. Inne nazwiska to Płuciennik i Kapela. 
Na początku istnienia wieś należała do parafii Rusków gmina Sarnaki. 
Podczas II wojny światowej mieszkańcy mieli być rozstrzelani w lasach za wsią Chraboły, gdzie stacjonowały wojska niemieckie. Dowódca jednostki Wermachtu widząc dzieci, kobiety i starców, zapytał SS czy według nich to są partyzanci. Następnie wszystkich odesłał do domów. Również niemiecka artyleria stacjonująca w Hryniewiczach Małych prowadziła ostrzał Rzepniewa w którym zniszczone zostały domy i siedliska. Za ocalenie mieszkańcy na swoich posesjach po wojnie stawiali kapliczki i krzyże.
Wierni kościoła rzymskokatolickiego należą do parafii Matki Bożej z Góry Karmel w Bielsku Podlaskim.